# Streuparameter
Streuparameter, abgekürzt S-Parameter dienen zur Beschreibung des Verhaltens linearer elektrischer Komponenten und Netzwerke im Kleinsignalverhalten mittels Wellengrößen. Anwendung finden die S-Parameter bei der Dimensionierung und bei Berechnungen im Bereich der Hochfrequenztechnik, wie Kommunikationssystemen und den Systemen der Nachrichtentechnik.
Die Bedeutung der S-Parameter liegt vor allem im messtechnischen Bereich, da im Gegensatz zu anderen Parameterdarstellungen wie den Z-, Y- und H-Parametern, die Erfassung der S-Parameter mit der Wellenimpedanz erfolgt, welche auch im normalen Betrieb an den Anschlüssen vorhanden ist. Dadurch werden bei der Messung der S-Parameter an den Ein- und Ausgängen eines Netzwerks, bedingt durch die notwendigen Messleitungen und deren räumliche Ausdehnung, unerwünschte Impedanztransformationen vermieden.
Die Anzahl der benötigten S-Parameter hängt von der Anzahl der Tore des Netzwerks ab und ergibt sich aus dem Quadrat seiner Toranzahl. Für die Beschreibung eines Eintors (Zweipol) genügt ein einziger S-Parameter, ein Zweitor wird mit Hilfe von vier S-Parametern vollständig beschrieben, ein Dreitor mit neun, ein Viertor (Achtpol) mit sechzehn S-Parametern und so weiter (Mehrtor). Die Darstellung eines allgemeinen linearen Mehrtors mittels S-Parametern ist immer möglich.
Neben der Streuparameter-Darstellung gibt es für lineare Netzwerke mit beliebig vielen Signaltoren auch andere Netzwerkparameter-Darstellungen, wie z. B. Admittanz-Parameter (Y-Parameter, komplexer Leitwert) oder Impedanz-Parameter (Z-Parameter, komplexer Widerstand). S-, Y- und Z-Parameter lassen sich ineinander umrechnen. Auf diese Weise können durch Messung gewonnene S-Parameter für die Verwendung in Schaltungssimulationen (z. B. SPICE) aufbereitet werden. Diese Funktion ist in vielen Simulationsprogrammen bereits vorhanden. Im Gegensatz zur S-Parameterdarstellung kann die Existenz der Y- und Z-Parameterdarstellung allgemeiner linearer Mehrtore nicht universell garantiert werden, da die Y-Matrix oder die Z-Matrix spezieller Mehrtore singulär ist.

## Allgemeines

Äquivalente Darstellung an den Anschlussklemmen eines elektrischen Tores mit der Spannung U_{ν} und Strom I_{ν} und dazu gleichwertig mit je einer vor- und rückwärts laufenden Welle a_{ν} und b_{ν}

Bei den S-Parametern werden die Verhältnisse an dem Tor eines Netzwerkes nicht direkt durch die dort momentan anliegende elektrische Spannung Uν, bzw. den elektrischen Strom Iν welcher in das Tor fließt, beschrieben, sondern die Beschreibung erfolgt dazu gleichwertig mit einer in das Tor {\displaystyle \nu } einlaufenden Welle {\displaystyle a_{\nu }} und einer vom Tor {\displaystyle \nu } rücklaufenden Welle {\displaystyle b_{\nu }}.
Ausgehend von der Impedanz Z0 des Messsystems am Tor {\displaystyle \nu } lassen sich die beiden Darstellungen nach folgenden Gleichungen, welche auch als Heaviside-Transformation bezeichnet wird, in Bezug setzen (Wir setzen im Folgenden voraus, dass {\displaystyle Z_{0}} positiv reell ist):
{\displaystyle a_{\nu }={\frac {1}{2}}\cdot \left({\frac {U_{\nu }}{\sqrt {Z_{0}}}}+I_{\nu }{\sqrt {Z_{0}}}\right)}
{\displaystyle b_{\nu }={\frac {1}{2}}\cdot \left({\frac {U_{\nu }}{\sqrt {Z_{0}}}}-I_{\nu }{\sqrt {Z_{0}}}\right)}
und durch Umkehrung der Beziehungen:
{\displaystyle U_{\nu }={\sqrt {Z_{0}}}\cdot (a_{\nu }+b_{\nu })}
{\displaystyle I_{\nu }={\frac {1}{\sqrt {Z_{0}}}}\cdot (a_{\nu }-b_{\nu })}
Die Spannung Uν und der Strom Iν am Tor {\displaystyle \nu } stehen über die nach außen wirkende Impedanz Zν miteinander in Beziehung:
{\displaystyle Z_{\nu }={\frac {U_{\nu }}{I_{\nu }}}}
womit sich mit der Impedanz Z0 des Messsystems der Reflexionsfaktor rν beschreiben lässt als:
{\displaystyle r_{\nu }={\frac {b_{\nu }}{a_{\nu }}}={\frac {Z_{\nu }-Z_{0}}{Z_{\nu }+Z_{0}}},\qquad b_{\nu }=r_{\nu }\cdot a_{\nu }}
Im einfachsten Fall eines Eintors ist der skalare Reflexionsfaktor r gleich dem einen und einzigen S-Parameter S11. Bei elektrischen Netzwerken mit mehr als einem Tor wird dieser Zusammenhang mit Hilfe einer Matrixgleichung in Form eines linearen Gleichungssystems ausgedrückt. Allgemein werden die S-Parameter eines n-Tors als eine n×n-Matrix S und die beiden je n Elemente umfassenden Vektoren a und b als Matrixgleichung ausgedrückt:
{\displaystyle \mathbf {b} =\mathbf {S} \cdot \mathbf {a} }
oder in der Elementschreibweise:
{\displaystyle {\begin{pmatrix}b_{1}\\\vdots \\b_{n}\end{pmatrix}}={\begin{pmatrix}S_{11}&\dots &S_{1n}\\\vdots &\ddots &\vdots \\S_{n1}&\dots &S_{nn}\end{pmatrix}}\cdot {\begin{pmatrix}a_{1}\\\vdots \\a_{n}\end{pmatrix}}}

## Lineare Netzwerke mit beliebig vielen Toren
Etwas allgemeiner geht man von einer komplexen Bezugsimpedanz {\displaystyle Z_{0\nu }} am Tor {\displaystyle \nu } aus. Jedem Tor kann eine individuelle Bezugsimpedanz zugeordnet werden und diese muss nicht notwendigerweise reellwertig sein. Die Heaviside-Transformation wird (Wir setzen im Folgenden voraus, dass der Realteil von {\displaystyle Z_{0\nu }} positiv ist):
{\displaystyle a_{\nu }={\frac {U_{\nu }+Z_{0\nu }I_{\nu }}{2{\sqrt {\operatorname {Re} (Z_{0\nu })}}}}}
{\displaystyle b_{\nu }={\frac {U_{\nu }-Z_{0\nu }^{*}I_{\nu }}{2{\sqrt {\operatorname {Re} (Z_{0\nu })}}}}}
Die Quadrate dieser Ausdrücke haben die physikalische Dimension einer Leistung. Die in das Tor {\displaystyle \nu } einströmende Wirkleistung ergibt sich zu:
{\displaystyle P_{\nu }={\frac {1}{2}}\operatorname {Re} (U_{\nu }I_{\nu }^{*})={\frac {1}{2}}|a_{\nu }|^{2}-{\frac {1}{2}}|b_{\nu }|^{2}}
S, Y und Z sind die Matrizen der Netzwerkparameter.
Z0 ist die Bezugsimpedanz, also die Impedanz der Messtore des verwendeten vektoriellen Netzwerkanalysators, üblicherweise 50 Ohm.
E ist die Einheitsmatrix.
Y-Parameter als Funktion der S-Parameter:
{\displaystyle \mathbf {Y} ={\frac {1}{Z_{0}}}\cdot (\mathbf {E} +\mathbf {S} )^{-1}\cdot (\mathbf {E} -\mathbf {S} )}
Z-Parameter als Funktion der S-Parameter:
{\displaystyle \mathbf {Z} =Z_{0}\cdot (\mathbf {E} -\mathbf {S} )^{-1}\cdot (\mathbf {E} +\mathbf {S} )}
S-Parameter als Funktion der Y-Parameter:
{\displaystyle \mathbf {S} =(\mathbf {E} -Z_{0}\cdot \mathbf {Y} )\cdot (\mathbf {E} +Z_{0}\cdot \mathbf {Y} )^{-1}}
S-Parameter als Funktion der Z-Parameter:
{\displaystyle \mathbf {S} =\left({\frac {1}{Z_{0}}}\cdot \mathbf {Z} -\mathbf {E} \right)\cdot \left({\frac {1}{Z_{0}}}\cdot \mathbf {Z} +\mathbf {E} \right)^{-1}}

## Zweitore

Schematische Darstellung der S-Parameter an einem Zweitor

In der Hochfrequenztechnik spielen insbesondere Zweitore eine bedeutende Rolle. Beispiele von Zweitoren sind Verstärker oder Filter, welche über einen Eingang und einen Ausgang verfügen. Die S-Parameter umfassen dann die Elemente S11, S12, S21 und S22:
{\displaystyle {\begin{pmatrix}b_{1}\\b_{2}\end{pmatrix}}={\begin{pmatrix}S_{11}&S_{12}\\S_{21}&S_{22}\end{pmatrix}}{\begin{pmatrix}a_{1}\\a_{2}\end{pmatrix}}}
a1 ist die am Tor 1 einlaufende Welle, a2 die am Tor 2 einlaufende Welle.
b1 beschreibt die vom Eingang (Tor 1) auslaufende Welle, b2 beschreibt die vom Ausgang (Tor 2) auslaufende Welle.
Die S-Parameter haben dabei folgende Bedeutung:
Eingangsreflexionsfaktor S11
stellt die Reflexion am Eingang ohne Anregung an Tor 2 dar: {\displaystyle S_{11}=\left.{\frac {b_{1}}{a_{1}}}\right|_{a_{2}=0}}
Ausgangsreflexionsfaktor S22
stellt die Reflexion am Tor 2 ohne Anregung an Tor 1 dar: {\displaystyle S_{22}=\left.{\frac {b_{2}}{a_{2}}}\right|_{a_{1}=0}}
Vorwärts-Transmissionsfaktor S21
stellt die Vorwärts-Transmission ohne Anregung an Tor 2 dar: {\displaystyle S_{21}=\left.{\frac {b_{2}}{a_{1}}}\right|_{a_{2}=0}}
Rückwärts-Transmissionsfaktor S12
stellt die Rückwärts-Transmission ohne Anregung an Tor 1 dar: {\displaystyle S_{12}=\left.{\frac {b_{1}}{a_{2}}}\right|_{a_{1}=0}}

## Messung

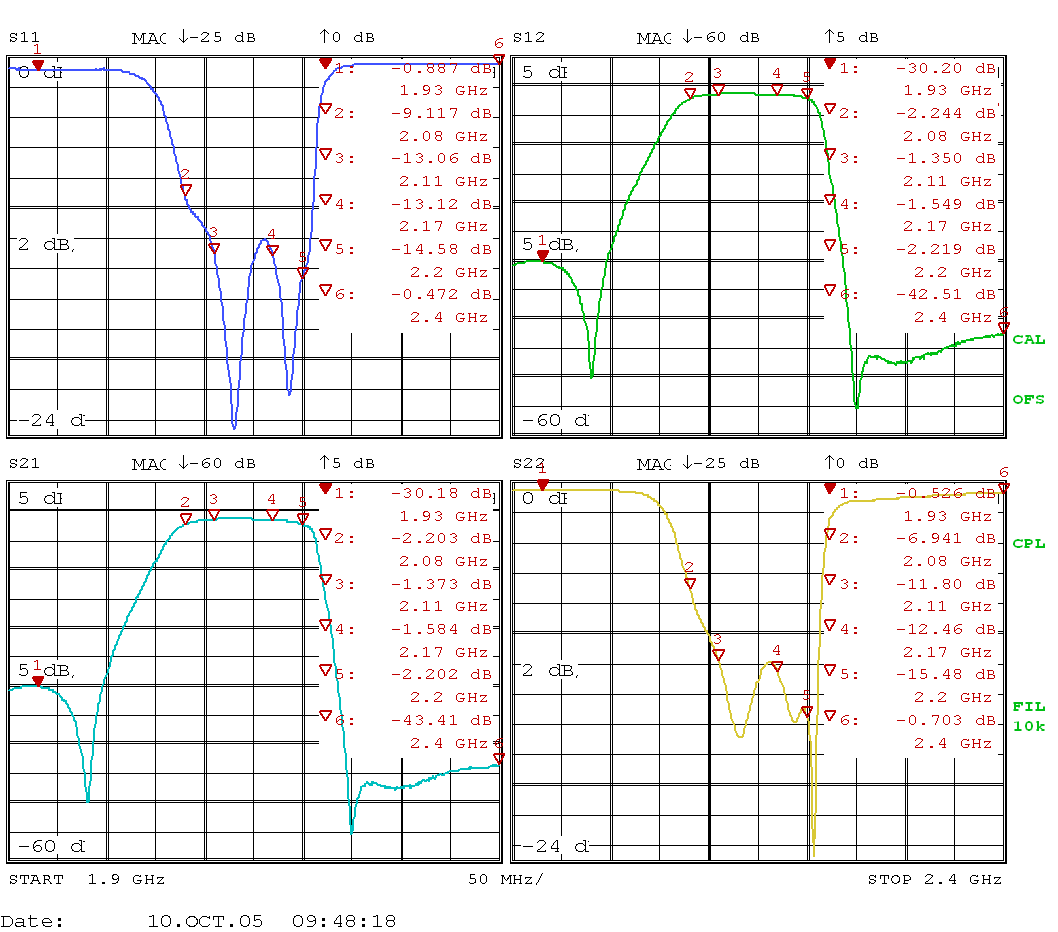
Messung der S-Parameter eines Bandpassfilters mit einem Netzwerkanalysator

In Praxis werden die S-Parameter mit Hilfe von Netzwerkanalysatoren als Funktion der Frequenz gemessen. Die S-Parameter sind dimensionslose komplexe Zahlen, die nach Betrag in Dezibel (dB) und Phase in Grad (°) angegeben werden. Die Wellenimpedanz ist typischerweise mit 50 Ω festgelegt.
Aufgrund der gemessenen Datenmengen besitzen praktisch alle Netzwerkanalysatoren die Möglichkeit, Datensätze der S-Parameter auf Datenträgern speichern zu können. Ein übliches Datenformat ist das Touchstone-Dateiformat mit der Dateinamenerweiterung „s2p“ für ein Zweitor. Dieses Datenformat stellt eine Textdatei mit folgendem typischen Aufbau dar:
```
! Created Fri Jul 21 14:28:50 2005
# MHZ S DB R 50
! SP1.SP
50 -15.4 100.2 10.2 173.5 -30.1 9.6 -13.4 57.2
51 -15.8 103.2 10.7 177.4 -33.1 9.6 -12.4 63.4
52 -15.9 105.5 11.2 179.1 -35.7 9.6 -14.4 66.9
53 -16.4 107.0 10.5 183.1 -36.6 9.6 -14.7 70.3
54 -16.6 109.3 10.6 187.8 -38.1 9.6 -15.3 71.4
```

Die Kopfdaten (eingeleitet mit #) beschreiben Größenordnung der Frequenzwerte (MHZ = Megahertz, also alle Werte mal 106), Art der Parameter (S), Art der Darstellung (DB = Amplitude in dB und Phase in Grad), sowie die Normierung (R = 50 Ohm).
Leerzeilen und mit einem Ausrufezeichen eingeleitete Zeilen (Kommentare) werden ignoriert.
Nach den Kopfdaten befindet sich in jeder Datenzeile ein S-Parametersatz. Eine Datenzeile beginnt mit der Angabe der Frequenz (in der Größenordnung wie in der Kopfzeile), in diesem Fall 50 MHz, 51 MHz usw., nach aufsteigender Frequenz geordnet. Die in der Zeile folgenden acht Zahlenwerte, durch Whitespace getrennt, stellen die S-Parameter S11, S21, S12 und S22 jeweils mit zwei Werten in Form des Betrags in Dezibel und Phasenwinkel in Grad dar. In obigen Auszug besitzt beispielsweise der Parameter S11 bei 50 MHz den Betrag −15,4 dB bei einem Phasenwinkel von 100,2°. Jene Datensätze können mit Programmen wie Advanced Design System (ADS) oder Qucs im Bereich der Schaltungssimulation verarbeitet werden.
Bei der Darstellung werden die Transmissionskoeffizienten zumeist in einem kartesischen Diagramm dargestellt, für die Reflexion wird häufig eine Anzeige im Smith-Diagramm bevorzugt. So lässt sich auch direkt die Impedanz des Messobjektes ablesen und die Anpassung optimieren.
Hersteller von Netzwerkanalysatoren bieten auch Geräte mit vier Messtoren zur Messung der M-Parameter an.

## T-Parameter
Während die S-Parameter die auslaufenden Wellengrößen eines 2- oder n-Tores als Funktion der einlaufenden Wellengrößen beschreiben, stellen die T-Parameter eine alternative Schreibweise zur Verfügung, welche die ein- und auslaufenden Wellengrößen an einem Tor als Funktion der Wellengrößen am anderen Tor beschreibt:
{\displaystyle {\begin{pmatrix}b_{1}\\a_{1}\end{pmatrix}}={\begin{pmatrix}T_{11}&T_{12}\\T_{21}&T_{22}\end{pmatrix}}{\begin{pmatrix}a_{2}\\b_{2}\end{pmatrix}}\,}
Durch diese Formulierung lassen sich leicht hintereinander geschaltete Komponenten durch Matrixmultiplikation errechnen.
{\displaystyle {\begin{pmatrix}T_{\text{Gesamt}}\end{pmatrix}}={\begin{pmatrix}T_{1}\end{pmatrix}}{\begin{pmatrix}T_{2}\end{pmatrix}}...{\begin{pmatrix}T_{n}\end{pmatrix}}\,}
Deshalb werden in der Literatur die T-Parameter auch Wellen-Kettenparameter und die T-Matrix auch Wellen-Kettenmatrix genannt.
Umrechnungen zwischen S- und T-Parametern:
Von S nach T:
{\displaystyle T_{11}={\frac {-\det {\begin{pmatrix}S\end{pmatrix}}}{S_{21}}}=S_{12}-{\frac {S_{11}S_{22}}{S_{21}}}\,}
{\displaystyle T_{12}={\frac {S_{11}}{S_{21}}}\,}
{\displaystyle T_{21}={\frac {-S_{22}}{S_{21}}}\,}
{\displaystyle T_{22}={\frac {1}{S_{21}}}\,}
Von T nach S:
{\displaystyle S_{11}={\frac {T_{12}}{T_{22}}}\,}
{\displaystyle S_{12}={\frac {\det {\begin{pmatrix}T\end{pmatrix}}}{T_{22}}}=T_{11}-{\frac {T_{12}T_{21}}{T_{22}}}\,}
{\displaystyle S_{21}={\frac {1}{T_{22}}}\,}
{\displaystyle S_{22}={\frac {-T_{21}}{T_{22}}}\,}
Je nach verwendeten Quellen wird auch folgende von oben abweichende und nicht gleichzusetzende Definition der T-Parameter verwendet:
{\displaystyle {\begin{pmatrix}a_{1}\\b_{1}\end{pmatrix}}={\begin{pmatrix}T_{11}&T_{12}\\T_{21}&T_{22}\end{pmatrix}}{\begin{pmatrix}b_{2}\\a_{2}\end{pmatrix}}\,}

## M-Parameter
Zweitore für differentielle Leitungssysteme werden als 4-Port-Mixed-Mode-S-Parameter oder als Mixed-Mode-Parameter bzw. als M-Parameter bezeichnet. Diese stehen in enger Verwandtschaft zu den S-Parametern und lassen sich bei linearen Komponenten auch direkt umrechnen. Ein derartiges differentielles Zweitor, bei dem auch die Einflüsse der Gleichtaktgrößen berücksichtigt werden, bezeichnet man als Zweitorpaar.
{\displaystyle {\begin{pmatrix}b_{1}^{-}\\b_{2}^{-}\\--\\b_{1}^{+}\\b_{2}^{+}\end{pmatrix}}={\begin{pmatrix}M_{11}^{-}&M_{12}^{-}&\!\mid \!&M_{11}^{-+}&M_{12}^{-+}\\M_{21}^{-}&M_{22}^{-}&\!\mid \!&M_{21}^{-+}&M_{22}^{-+}\\----&----&\!\!&----&----\\M_{11}^{+-}&M_{12}^{+-}&\!\mid \!&M_{11}^{+}&M_{12}^{+}\\M_{21}^{+-}&M_{22}^{+-}&\!\mid \!&M_{21}^{+}&M_{22}^{+}\end{pmatrix}}{\begin{pmatrix}a_{1}^{-}\\a_{2}^{-}\\--\\a_{1}^{+}\\a_{2}^{+}\end{pmatrix}}}
Differentielle Leitungen wie beispielsweise Twisted-Pair-Kabel und Komponenten finden in der Hochfrequenztechnik und der schnellen Digital- und Computertechnik Anwendung.

## X-Parameter und S-Functions
Die Erweiterung der S-Parameter zu X-Parametern ermöglicht es, die Eigenschaften nichtlinearer Komponenten in der Hochfrequenztechnik zu bestimmen. Dabei wird im Gegensatz zu den klassischen S-Parametern die zu messende Komponente nicht mit einem Stimulus einer Frequenz, sondern durch mehrere Frequenzen angeregt. Hierdurch ist es weiterhin möglich, Komponenten im Großsignalbereich zu beschreiben.
Weiterhin lassen sich über diese frequenzumsetzenden Streuparameter vektorielle Intermodulationsmessungen durchführen. Diese Messungen erlauben eine Ortung der IM-Störer.